# Э (буква сирийского алфавита)
ܥ (ܥܐ, в.-сир. э, з.-сир. айн) — шестнадцатая буква сирийского алфавита.

## Использование
Происходит от арамейской буквы айн (𐡏), восходящей к финикийской букве аин (𐤏, ).
В сирийском языке обозначала фарингальный согласный [ʕ]. В ассирийском языке не произносится, хотя в тур-абдинском диалекте сохранила произношение [ʕ]. Числовое значение в сирийской системе счисления — 70.
В романизации ALA-LC передаётся как ʿ, а в романизации BGN/PCGN — как ʻ.

## Кодировка
Буква э была добавлена в стандарт Юникод в версии 3.0 в блок «Сирийское письмо» (англ. Syriac) под шестнадцатеричным кодом U+0725.